# Ingenuo
Ingenuo (in latino Ingenuus; ... – 260 circa) fu un usurpatore contro l'imperatore romano Gallieno.
Non vi sono monete coniate a nome di Ingenuo, fatto che testimonia a favore di un regno breve, su di un territorio privo di zecche. La Historia Augusta lo elenca tra i Trenta Tiranni.
Governatore della Pannonia o della Mesia, gli fu affidata l'educazione militare del figlio di Gallieno, Cornelio Valeriano, ma quando il ragazzo morì nel 258, la sua posizione si fece difficile. Quando l'imperatore Valeriano fu catturato dai Sasanidi, Ingenuo colse l'occasione (Gallieno era impegnato a tenere assieme il suo impero contro diversi usurpatori) e si proclamò imperatore.
L'imperatore reagì rapidamente, richiamando le truppe dalla Gallia, marciando velocemente incontro a Ingenuo e impegnandolo in battaglia nei pressi di Mursa o Sirmio. L'usurpatore fu ucciso nella battaglia, o si tolse la vita per evitare la cattura.